# Medaglia Heinrich Tessenow
La medaglia d'oro Heinrich Tessenow (Heinrich-Tessenow-Medaille) è un prestigioso premio di architettura creato dalla Alfred Toepfer Stiftung F.V.S. di Amburgo nel 1963 in memoria dell'architetto Heinrich Tessenow e assegnato annualmente dalla consociata Heinrich-Tessenow-Gesellschaft e.V.. Tra i premiati spiccano i nomi di Giorgio Grassi (1992), Massimo Carmassi (1993), Juan Navarro Baldeweg (1998), David Chipperfield (1999) ed il Premio Pritzker Eduardo Souto de Moura (2001), Sverre Fehn (1997) e Peter Zumthor (1989).

## Lista completa dei premiati
- 1963: Franz Schuster, Vienna
- 1964: Kay Fisker, Copenaghen
- 1965: Otto Dellemann, Hannover
- 1966: Heinrich Rettig, Dresda
- 1967: Mia Seeger, Stoccarda-Gerlingen
- 1968: Wilhelm Wagenfeld, Stoccarda
- 1969: Wilhelm Tiedje, Stoccarda
- 1970: Wilhelm Hübotter, Hannover
- 1971: Werner Wirsing, Monaco
- 1972: Hans Döllgast, Monaco
- 1973: Steen Eiler Rasmussen, Copenaghen
- 1974: Heinrich Bartmann, Baden-Baden
- 1975: Otto Kindt, Hamburg
- 1976: Arnold Braune, Oldenburg i. Old.
- 1977: Godberg Nissen, Amburgo
- 1978: Gerhard Müller-Menckens, Brema
- 1979: Hellmut Weber, Stoccarda
- 1980: Helmut Hentrich, Düsseldorf
- 1981: Povl Abrahamsen, Dragör, Danimarca
- 1982: Friedrich Seegy, Norimberga
- 1983: Kornel E. Polgar, Waddingsveen, Paesi Bassi
- 1984: Joachim Schürmann, Colonia
- 1985: Theo Steinhauser, Monaco
- 1986: Viggo Möller-Jensen, Copenaghen e Karljosef Schattner, Eichstätt
- 1987: Horst von Bassewitz, Amburgo
- 1988: Johannes Spalt, Vienna
- 1989: Peter Zumthor, Haldenstein
- 1990: Erich Kulka, Bussau im Wendland e Wilhelm Landzettel, Gehrden
- 1991: Theodor Hugues, Monaco
- 1992: Giorgio Grassi, Milano
- 1993: Massimo Carmassi, Pisa
- 1994: Kurt Ackermann, Monaco
- 1995: nessun premiato
- 1996: Peter Kulka, Dresda e Colonia
- 1997: Sverre Fehn, Oslo
- 1998: Juan Navarro Baldeweg, Madrid
- 1999: David Chipperfield, Londra
- 2000: Heinz Tesar, Vienna
- 2001: Eduardo Souto de Moura, Porto
- 2002: Peter Märkli, Zurigo
- 2003: Mikko Heikkinen e Markku Komonen, Helsinki
- 2004: Gilles Perraudin, Lione
- 2005: Miroslav Šik, Zurigo e Praga
- 2006: Sergison/Bates, Londra
- 2007: nessun premiato
- 2008: nessun premiato
- 2009: Richard Sennett, New York
- 2010: nessun premiato
- 2011: Roger Diener
- 2012: nessun premiato
- 2013: Alberto Campo Baeza, Madrid

## Pubblicazioni
- Ulrich Höhns: Ausgezeichnete Architektur. Fritz-Schumacher-Preis 1950–2000 und Heinrich-Tessenow-Medaille 1963–2000. Christians, Hamburg 2000, ISBN 3-7672-1381-8
- Kai Krauskopf und Hartmut Frank: Bauen im Geiste Heinrich Tessenows. Für eine moderne Baukultur der Einfachheit. Die Preisträger der Heinrich-Tessenow-Medaille 1963–2001. Heinrich-Tessenow-Stiftung, Hamburg [2002?], ISBN 3-00-010506-9